# Siebenunddreißig
Die Siebenunddreißig (37) ist die natürliche Zahl zwischen Sechsunddreißig und Achtunddreißig. Sie ist ungerade und eine Primzahl.

## Mathematik
Sie ist die zwölfte Primzahl und zudem eine permutierbare Primzahl. Außerdem ist die 37 die elfte glückliche Zahl, die dritte einzigartige Primzahl, die achte sexy Primzahl und die kleinste Primzahl, die eine nicht supersinguläre Primzahl ist.
37 und 38 ist das erste Paar aufeinanderfolgender natürlicher Zahlen, die durch keine ihrer Ziffern teilbar sind. Jede natürliche Zahl ist die Summe von höchstens 37 fünften Potenzen (siehe Waringsches Problem). Die Zahl kommt in der Padovan-Folge vor, die vorherigen Zahlen sind 16, 21 und 28 (37 ist die Summe der ersten beiden). Da der größte Primfaktor von {\displaystyle 37^{2}+1=1370} gleich {\displaystyle 137\geq 2\cdot 37} ist, ist sie eine Størmer-Zahl. Die Wahrscheinlichkeit, dass der zweite Primfaktor einer zufällig ausgewählten ganzen Zahl kleiner als 37 ist, beträgt etwa 0,5.
Um von {\displaystyle N} zufälligen Optionen, die jeweils genau einmal bewertet werden können, die geeignetste Option zu finden, ist es die beste Strategie {\displaystyle 37\ \%\cdot N} Optionen abzulehnen und erst anschließend die bisher beste Option zu wählen. Die Wahrscheinlichkeit, dass die so gewählte Option von allen tatsächlich die geeignetste ist, liegt bei 37 %. (Siehe 37-Prozent-Regel.)

## Naturwissenschaften
- 37 ist die Ordnungszahl von Rubidium.
- Der Sternhaufen NGC 2169 ähnelt mit seiner Gestalt einer 37.
- Die mittlere, normale Körpertemperatur von Menschen beträgt ungefähr 37 °C. Die Körpertemperatur variiert je nach Person und scheint im Durchschnitt in den letzten Jahrzehnten gesunken zu sein.[8][9]

## Häufige Zufallszahl
Der US-amerikanische YouTuber Derek Muller widmete der Siebenunddreißig ein Video mit dem Titel Why is this number everywhere? (deutsch Warum ist diese Nummer überall?). In einer vorläufigen Umfrage gaben 202.979 Teilnehmende eine zufällige Zahl von 1 bis 100 an. Mit Ausnahme der Randzahlen, 42 und 69 – die nicht als zufällig gedeutet wurden – erfreuten sich die Zahlen 7, 77, 73 und 37 der größten Beliebtheit. Auf die Frage, welche Zahl vermutlich am wenigsten gewählt werden wird, antworteten die meisten Teilnehmenden mit 73 (5.162) und 37 (4.907) (Randzahlen und 50 in der Mitte ausgenommen).